# マイケル・マイヤーズ
マイケル・マイヤーズ（英語: Michael Myers）とは、ホラー映画「ハロウィンシリーズ」に登場する架空の殺人鬼（サイコキラー）。
登場時に、怪物や幽霊の類の「ブギーマン」と表現されたことから、ブギーマン（英:Boogeyman）とも呼ばれる。初登場作品『ハロウィン』のクレジットではザ・シェイプ（The Shape）という役名で記載されている。

## 経歴

### 出生と家族構成
1957年10月19日にイリノイ州ハドンフィールドのプロテスタント家系であるマイヤーズ家の長男として生まれた。家族構成はマイケル本人を含め、父ドナルド、母エディス、姉ジュディス、妹ローリーの5人である。
他の血縁関係は、ローリーの子で自分の姪と甥に当たるジェイミーと、ジョンの2人（この2人はローリーの実の子だが、異父姉弟である）、さらには姪孫に当たるスティーブン（母親はジェイミー）がいる。

### 幼少期
1963年10月31日のハロウィンに、実姉ジュディスを肉切り包丁で殺害。この時の年齢は、6歳という幼さであり、マイケルは精神に異常があるとみなされ、精神病院に護送される。搬送された精神病院にてマイケルは、精神科医師であるサミュエル・ルーミス（ドナルド・プレザンス）と出会っており、マイケルの危険性を見たルーミスはマイケルの監視を強化するよう進言するが、ほとんど相手にされなかった。
8年間をかけてマイケルを研究したルーミスは、マイケルが「善悪を判別できない危険な存在」であることを突き止め、さらに7年間、彼を閉鎖病棟に収容する。この間に、マイヤーズ夫妻は事故死しており、残されたまだ赤ん坊のローリーは、不動産屋を営むストロード家に引き取られることになるが、兄のマイケルについてローリーが知ってしまうことを恐れたストロード夫妻は、ローリーの経歴を隠蔽している。

### 成人期
幼少期の殺人からちょうど16年目を迎えた1978年。21歳になり、マイケルは、ハロウィンの前日に精神病院から脱走。ハドンフィールドへ向かう途中、作業員を殺害して作業着を奪い取り、さらに金物店からハロウィンマスクと肉切り包丁を盗み出す。
そして、ハロウィンの夜に自らの出生について知らない当時高校生である妹のローリーの命を狙うが、マイケルを追ってハドンフィールドに来たルーミスの活躍によって、失敗に終わる。しかしこの日にマイケルによって出された犠牲者は、13人という常識ではありえない数であった。第2作から10年後である第4作以降も、ハロウィンの日を迎えるたびにマイケルは復活し、ハドンフィールドに現れており、殺人を行っている。

## 人物
ジェームズ・T・カークがモデルの白塗りのハロウィンマスクを愛用している。マスクは作品毎にリニューアルされており、『ハロウィン2007』では、マスクや作業つなぎが全体的に汚れ、マスクにおいてはひび割れまであるため、余計に不気味な雰囲気が出ている。リメイクでマスクを被っているのは、「全てを隠せるから」と幼少期に語っている。
常にマスクをしているものの、『13日の金曜日』に登場するジェイソンのように、顔が先天的な奇形になっているわけではない。左目が眼瞼（がんけん）下垂になっていること以外は、普通の人間の顔（というよりどちらかというと端整な顔立ち）であるが、素顔をさらすことは滅多にない。
5作目『ハロウィン5 ブギーマン逆襲』の時はほんの一瞬の間だけ、姪のジェイミーに心を許して彼女に素顔を見せ、涙を流していた。6作目『ハロウィン6 最後の戦い』のプロデューサーズカット版では自らに協力するウィン医師から服を取り替えて逃走し、7作目『ハロウィン H2O』では素顔の状態で逃走した場面もある。素顔が確認できる例は、1作目『ハロウィン』で姉ジュディスを殺害した幼少期、ローリーを襲う際にマスクを引き剥がされた場面、2018年版のオープニング、KILLSでローリーの娘カレンにマスクを奪われた場面である。ジェイソンやフレディよりは人間らしい一面が強調される。
銃弾を何発受けても平然と起き上がる尋常でない屈強な身体をしており、ガス爆発に巻き込まれても、10年の時を経て復活している。また、大柄な男性の人間を片腕で持ち上げる怪力の持ち主で、さまざまな物を武器にして殺人を犯す。主に使用するのは、最初の殺人にも使用していた洋包丁である。注射器(2)や金槌(2)、散弾銃(4)、鎌(5)、斧(6)、アイススケートブーツ(H20)、銃剣(レザレクション)などを使用したこともある。ただし銃器類の場合は、本来の用途である射撃ではなく、力任せに相手の身体を貫くためにしか使わなかった。
1作目から、一切言葉は話さない。1作目では人間らしく荒い息をしていたが、2作目以降荒い息すらしなくなり、不気味さが増している（リメイクでの幼少期は普通に会話をしており、無言になったのは青年時からであることがうかがえる）。車の運転をすることもでき（ルーミスによると病棟の誰かが教えたのだろうとのこと）、作中でもたびたび移動手段として使用している。
各ストーリーでマイケルの標的となっているのは、妹のローリーを始め、その娘であるジェイミーやその息子である赤ん坊スティーブン（名前はマイケル最初の殺人に関わったトミーが命名）、さらにはヒルクレスト高校でケリー・テイトと名を変えて生きるローリーの息子、ジョンと、ほとんどが自分の血縁者である。善悪の弁別ができないのに、なぜ家族や縁者を殺そうとするのかは不明だが、第5作、第6作において、ルーミス医師がマイケルの体内の力が彼の精神を憎しみに染め、暴力的なものにしていると推測する場面がある。また、ルーミス医師の説得に応じて立ち止まったり、ジェイミーに心を開いて苦悩しても、直後に殺人行為に走ろうとすることから、彼自身も殺人に対する衝動を抑えきれないと推測することもできる。
他の犠牲者らの場合は、ついでにといった感じであり、まさに「理由無き殺人」、「不条理の殺人」である。このことからも、マイケル絡みによる犠牲者は、あまりにも多すぎる故に合計人数が特定できなくなってしまっている（劇中で確認できる限り65人）。ハドンフィールドの住民にとっては、忘れたくても忘れることのできない恐怖の存在であり、マイケルの惨劇を思い出してしまうことを恐れ、一時、ハドンフィールドにおいてハロウィンを祭ること自体が禁止されていた時期もある。
ドルイドを崇めている地下邪宗教団「ドルイド教」と深いつながりがあり（実際のドルイドは邪神官ではなく、ケルトの祭司である）、ドルイド教の信者らはマイケルを神の使いであるかのように崇めている。マイケルの手首には、「棘（とげ）」、「茨（いばら）」、「巨人」、「怪物」などを意味する『þ（スリサズ）』のルーン文字の痣（あざ）があり、第6作の際にも、マイケルはドルイド教信者らが行った肉親への殺意を駆り立てる「イバラの呪い」によって復活している。ドルイド教はマイケルの力を利用しようとしていたが、本能のままに殺戮（さつりく）を行うマイケルを従わせ続けられるわけもなく、最終的にはマイケル自身の手で教団のメンバーほとんどが殺害され、ウィン医師もまた、マイケルに致命傷を負わされて逃げられてしまう結末となった。

## リメイク版『ハロウィン』
リメイク版の『ハロウィン』では、マイケルが殺人鬼へと変貌した経緯やその家庭環境について、より鮮明に描かれている。比較的にマイケルに優しく接する母親は、ストリッパーとして活躍し生計を立てていたが、居候している母親の愛人ロニーは職にも就かず自堕落な日々を送っていながらマイケルを邪魔者扱いし、姉のジュディスに至ってはいつも男友達を自宅に引き込んでマイケルを馬鹿にしてばかりで、マイケルにとって唯一心を許せる存在は、まだ赤ん坊の妹のローリーだけであった。このような劣悪な家庭環境から、やがて幼いながらも、マイケルは動物を八つ裂きにすることで、そのストレスを解消するようになった。
ハロウィン前日、マイケルは、自分の母親を侮辱したうえにジュディスが不純異性交遊で先生から大目玉を食らったことをネタにゆすってきた学校のいじめっ子を木の枝を使って撲殺し、ハロウィンの日には、母親の愛人の喉を包丁でかき切り、ジュディスの男友達を金属バットで撲殺。後にトレードマークとなる白塗りのハロウィンマスクを被り、ジュディスを包丁で殺害する。
そして、精神病院に収容され、ルーミス医師の治療を受けるが、徐々に内に秘められた魔性が開花していき、最終的に成人時に殺人鬼へと変貌した。母親はマイケルが精神病院に収容されて以降、たびたび息子に面会しに行くが、世間から「悪魔の母親」と言われることに疲れ、さらには凶暴化したマイケルが看護師に襲い掛かる姿を見て、絶望。優しい笑顔を浮かべていた幼い頃のマイケルの映像を泣きながら見て、まだ赤ん坊のローリーを残して拳銃自殺した。残されたローリーを不憫（ふびん）に思った警官によって、彼女は身元不明の孤児として病院に届けられた後、ストロード夫妻に引き取られた。
リメイク作品ではあるが、本作の設定は旧作に完全に準じたものではなく、旧作の設定を大幅に脚色している。そのことを最も顕著に表しているのがマイケルがローリーへは殺意を抱いていない点にある。旧作ではマイケルは妹であるローリーの殺害を目的に行動していたため、彼女を見つければ、すぐさま、包丁を振りかざしていたが、本作では彼女を見つけても殺害せず自身の生家に連れ込もうとする描写が目立つため、妹との再会が行動目的であると言える。原作版での『ハロウィンII』以降は、声も出さず息の音もしなかったが、リメイク版では幼少期には普通に会話をして、成人期は会話こそしないものの、人を殺す際にうなり声を上げている。また、原作版と異なって車の運転もしない。成人後の素顔は旧作と違って髪や髭（ひげ）が顔を覆い被すほど非常に伸びており、その外見から27歳の設定でありながら中年男性にも見えている。
白塗りのハロウィンマスクに作業つなぎの外見は原作と同じであるが、『ハロウィンII』からはその上にフード付きのコートを着ている。殺人をしていない普段はマスクを外しており、自分に絡んできた相手などに殺意を抱いた時に、マスクを被って殺人を行う。
リメイク版『ハロウィン』には、監督の意向でカットされた別のエンディングが存在する。マイケルがルーミス医師の説得に応じ、最後は恐怖に怯（おび）える妹を見かねて、凶器である包丁を放り棄てるという結末であった。以上のことから、本作のマイケルは旧作よりは理性が働き、人間味のある人物として描かれている。
リメイク版の『ハロウィンII』にも、監督が個人的に再編集を行ったアンレイテッド版が存在。マイケルが素顔を見せているシーンが非常に多く、殺人前後の描写においても異なるものがある。エンディングも大幅に変更されており、納屋でルーミスともみ合いになって壁を突き破り、失神しているルーミスに止めを刺そうとするものの、警官隊からの一斉射撃を受けて死亡する結末である。また、死の間際、マイケルは成人になって初めて言葉を喋っている。

## 関係者
サミュエル・ルーミス
初代出演はドナルド・プレザンス、マルコム・マクダウェル（2007より）
第1作から第6作（第3作を除く）に渡り、マイケルを執念に追い続けた精神科医。
マイケルとは、彼が6歳の時、姉ジュディスを殺害して精神病院に搬送された際に担当医師として出会う。
8年間もの月日を掛けて、彼が理性や善悪の判別ができない危険な存在であることを悟り、彼をそれから7年間監禁し続けていたが脱走されてしまい、それ以降マイケルが殺人騒動を起こすたびに現場に現れ、さまざまな手でマイケルを追い詰めている。第2作でガス爆発に巻き込まれながらも、第4作ではわずかな火傷を負うだけで生き残っていたり、第5作では強靭（きょうじん）な肉体を持つマイケルを気絶させるまで殴りつけたりと、マイケル同様、見た目と裏腹に屈強な肉体を有している。
マイケルの危険性を人一倍熟知しているがゆえに、常に真剣な思いでマイケルの殺戮を止めるべく奔走し、周囲にも捕獲や討伐を訴えているのだが、肝心の警察や民衆、医師仲間らからはマイケルの存在を軽視され、協力を得られない展開が多い。そればかりか、酷い時には担当医師である自分がマイケルの脱走を許したと理不尽に責められてしまったり、隔離していたマイケルを勝手に移送されてしまう、「マイケルに常軌を逸した執着を持っている狂人」であるかのように見なされるなど、苦労の絶えない人物でもあり（これは、ルーミスの死後のローリーも同様である）、このためなのか自らも説得をするのみならず、拳銃を持ってマイケルに戦いを挑んだり、時には危険な賭けとも言える手段を行使せざるを得ないことがあった。一方で、マイケルにたびたび命を狙われているローリーやジェイミーからは味方になってくれる数少ない人物として信頼されていた模様。
第6作では精神科医を引退していたが、ラジオの電話を通して必死に助けを求めて来たジェイミーの声の声を聴き行動を開始。ジェイミーを助けるのは間に合わなかったが、彼女が妊娠して子供を産んでいた事実に気付き、かつてマイケルの最初の連続殺人に巻き込まれた青年トミー・ドイルとともに、彼女の子であるスティーブを救うことに成功した。しかしラストにて、気絶していたマイケルと入れ替わっていたウィンから不吉な言葉を告げられた後、マイケルの手の甲にあったのと同じ呪印が自らの手の甲に現れ（プロデューサーズカット版）、それから数年後にその影響によるものなのか、病によってこの世を他界している。しかし、それでも最後までマイケルを追い続けることは諦めていなかった模様で、晩年を過ごした家ではマイケルに関するさまざまな調査記録を遺しており、捜査していた警察も驚愕（きょうがく）していた。
リメイク版『2007』では、マイケルに関する著書を発表し、その本がベストセラーとなったことで、評論家としてテレビに出る描写がある。ハドンフィールドの住民たちからは「マイケル・マイヤーズの起こした惨劇を利用して金儲けに走った男」として認識されているため、あまり快く思われていない。実際にリメイク版『ハロウィンII』でも、成人したマイケルが起こした事件後、名声欲から新しく本を出版した上に、その本にローリーがマイケルの実妹であることまで暴露するなど、オリジナル版と違って利己的な小悪党として描かれている。しかし、再びマイケルが現れて連続殺人を行ったことから、マイケルの精神科医を担当した自分こそが彼を殺人に走らされていると、痛烈な批判をされてしまっている。
リメイク版『II』では、劇場公開版とアンレイテッド版で、その結末が大きく異なっている。劇場公開版では、マイケルを説得した末に返り討ちに遭って死亡したかのように描かれているが、アンレイテッド版では、マイケルと対峙した末に、失神した程度で終わっている。
ローリー・ストロード
出演はジェイミー・リー・カーティス、スカウト・テイラー＝コンプトン（2007より）
第1作、第2作、第7作、第8作の4作に登場。
マイケルの実の妹であるが、ローリーを引き取ったストロード夫妻によってその経歴は隠蔽された。（第2作、第4～6作目、リメイク版の設定）
1978年のハロウィンに、自らの命を狙った実兄のマイケルに命を狙われ、自らの出生を知ったローリーは、ルーミス医師に協力してもらい、娘のジェイミー出産後に自らが事故死したと偽り、ケリー・テイトという別人として生きていくことになる。
しかしそれでも、トラウマによる恐怖からアル中になっていた時期もあり、20年もの月日が経っても、恐怖から逃げられないでいた。そんな時、マイケルが息子のジョンの命を狙っていることを知ったローリーは、単身でマイケルと戦うが、誤って無関係である救急隊員を殺してしまう（気絶していたマイケルが、駆け付けた救急隊員の喉を潰して声を出せなくし、自身のマスクを被せる形で入れ替わっていた）。
それから数年の間、精神が異常になったと偽って、精神病院にてマイケルを待ち構えていたが、対決の末にマイケルの正体を確かめようとしたことが仇（あだ）となってしまい致命傷を負い、ついに転落死する（リメイク版『2007』の日本版パンフレットでは生死不明とされている）。
リメイク版ではやや自由奔放な性格に描写されている。リメイク版『II』に至っては、ルーミスの出版した本で自分がマイケルの妹である事実を暴露された結果、半ば自暴自棄な状態に陥っており、不良仲間と夜の街をたむろまでしていたりする。
『II』の劇場公開版とアンレイテッド版では、結末も大きく異なっている。劇場公開版では、最後に自らの手でマイケルを倒した後、精神病院内に収容され、マイケルと同様に、すでに亡き母親の幻影が現れて、マイケルと同じく殺人衝動に目覚めてしまったのかと思われるラストになっている。しかし、アンレイテッド版では、マイケルが警官隊の一斉射撃によって倒された後、何かに取り付かれたかのようにルーミスを殺そうとし、警官隊の制止も無視した結果、警官隊に狙撃されて死亡してしまう結末となっている。
ジェイミー・ロイド
出演はダニエル・ハリス（第4作、第5作）、J. C. ブランディー（第6作）
第4作、第5作、第6作の3作に登場。
マイケルの実の妹であるローリーの娘で、マイケルの姪に当たる少女。生まれてからすぐ、母であるローリーが事故に見せかけて行方不明になったため、ロイド家に養女として育てられていた。なぜかは不明だが、マイケルと共鳴反応する能力を持っている。マイケルを「伯父さん」と呼んだ際、彼は彼女に素顔を見せ、涙を流していた。
しかし、マイケルの姪であることは、自身のみでなくハドンフィールドの住民らからは知られており、同級生たちからはいじめの対象となり、一部の住民達からも「魔性の子」と呼ばれており、それが原因で周囲から心を閉ざしていた。
マイケルの最初の連続殺人から10年後にあたる1988年から2年にもわたってマイケルに命を狙われており、第5作のラストにて、銃撃戦後、謎の大爆発を起こした警察署から、マイケルとともに姿を消すが、実際はマイケルを回収しに現れたドルイド教の狂信者らに連れ去られた。
数年後、ドルイド教を率いるウィン医師によって無理矢理妊娠させられたジェイミーは、息子スティーブンを出産。助産師であるメアリーの手引きによって、ドルイド教のアジトから逃げ出すことに成功するが、無人の農場にて、マイケルに殺されてしまう。
ただし、赤ん坊は第1作にも登場したトミー・ドイルによって保護され、最終的には生き延びている。